# Jon Campling
Jon Campling (* 18. November 1966 in Humberside) ist ein britischer Schauspieler. Bekannt wurde er durch seine Rolle eines Todessers in den letzten beiden Harry-Potter-Filmen.

## Filmografie
- 2002: Lust & Amnesia (Kurzfilm)
- 2003: Penetration Angst
- 2003: A little Harmless Murder (Kurzfilm)
- 2005: The Word (Kurzfilm)
- 2009: Jonathan Creek (Fernsehserie, eine Folge)
- 2010: Butter Side Down (Kurzfilm, Stimme)
- 2010: Harry Potter und die Heiligtümer des Todes: Teil 1 (Harry Potter and the Deathly Hallows – Part 1)
- 2010: Daily Grind (Kurzfilm)
- 2011: In This Style (Kurzfilm)
- 2011: Cassiel (Kurzfilm)
- 2011: Der Adler der neunten Legion (The Eagle)
- 2011: Harry Potter und die Heiligtümer des Todes: Teil 2 (Harry Potter and the Deathly Hallows – Part 1)
- 2012: The Shot (Kurzfilm)
- 2012: Reverie (Kurzfilm)
- 2012: Dead Man’s Lake (Kurzfilm)
- 2012: Black Smoke Rising
- 2012: Dead End (Hard Shoulder)
- 2012: The Telemachy
- 2012: The Underwater Realm (Kurzfilm)
- 2012: Persona (Fernsehserie, 5 Folgen)
- 2013: Chronicles of Syntax (Fernsehserie, eine Folge)
- 2013: Jack the Giant Killer
- 2013: Making Sparks (Fernsehserie, 4 Folgen)
- 2013: Temp (Fernsehserie, eine Folge)
- 2013: Tax City (Kurzfilm)
- 2013: The Zombie King
- 2013: Love Freely But Pay for Sex
- 2013: Zombie Massacre
- 2013: Shortcuts to Hell: Volume 1
- 2013: Sleeping Dogs
- 2013: Secrets of the Dark House (Kurzfilm)
- 2013: Step Forward (Kurzfilm)
- 2014: Three Days
- 2014: The Truth
- 2014: Tales of the Supernatural (Kurzfilm)
- 2014: Goth (Kurzfilm)
- 2014: 616 (Miniserie, eine Folge)
- 2014: The Jesus Mysteries (Dokumentarfilm)
- 2014: The Witcher 3: The Sorceress of Vengerberg (Kurzfilm)
- 2014: The Herd (Kurzfilm)
- 2014: Operation Stonehenge (Dokumentarserie, eine Folge)
- 2014: Hotline London (Kurzfilm)
- 2014: AB negative
- 2014: The Smoke
- 2014: Sanctuary (Kurzfilm)
- 2015: Kosmos (Fernsehserie, 3 Folgen)
- 2015: The Leap (Kurzfilm)
- 2015: Curse of the Witching Tree
- 2015: Predator: Dark Ages (Kurzfilm)
- 2015: Glove Compartment (Kurzfilm)
- 2015: Mission Implausible (Kurzfilm)
- 2015: Narcopolis
- 2015: The Healer
- 2015: Tear Me Apart
- 2016: Zombie Playground: Ice Scream (Kurzfilm)
- 2016: Doctors (Fernsehserie, eine Folge)
- 2016: Mob Handed
- 2016: Kingsglaive: Final Fantasy XV
- 2016: In Circles
- 2016: To Dream
- 2016: Le Fantome (Kurzfilm)
- 2016: Noble Claim (Kurzfilm)
- 2017: A Room to Die For
- 2017: Max Payne: Retribution (Kurzfilm)
- 2017: The Flytipper (Kurzfilm)
- 2017: Dark Beacon
- 2018: Grinsploitation 4: Meltsploitation
- 2018: Welcome to Curiosity
- 2018: The Festival
- 2019: Odilo Fabian or (The Possibility of Impossible Dreams) (Kurzfilm)
- 2019: Podsnappery: A Question of Conception (Kurzfilm)
- 2019: Adventure Boyz
- 2019: Invasion Planet Earth – Sie kommen! (Invasion Planet Earth)
- 2022: The Northman

## Auszeichnungen
Quelle: Internet Movie Database
- 2005: Jury Award: Beste Schauspielerische Leistung (A little Harmless Murder)
- 2015: Sunderland Shorts: Bester Horror-/ SciFi-Film (The Herd)
- 2015: London Independent Film Festival: Bester Horror Kurzfilm (The Herd)
- 2016: Nominierter: FANtastic Horror Film Festival: Bester Schauspieler in einem Kurzfilm (Zombie Playground: Ice Cream)